# Hifringen
Hifringen ist ein Weiler bei Bad Waldsee im Landkreis Ravensburg in Oberschwaben.

## Lage
Hifringen liegt etwa 2,5 km nordöstlich von Bad Waldsee, rund 2,8 km westlich von Osterhofen, etwa 3 km südwestlich von Mühlhausen und etwa 3,3 km südlich von Oberessendorf. 

### Naturräumlich
Hifringen liegt auf dem Oberschwäbischen Hügellands (Naturraum 32), welches Teil der Großlandschaft Voralpines Hügel- und Moorlands (Großlandschaft 3) ist. Rund 450 m nordwestlich von Hifringen bei Buch beginnt der Naturraum Riß-Aitrach-Platten (Naturraum 41), der Teil der Großlandschaft Donau-Iller-Lech-Platte (Großlandschaft 4) ist.

### Hydrologie
Hifringen liegt im Gewässereinzugsgebiet der Lauter. Diese entwässert über die Riß und die Donau in das Schwarze Meer. Die Europäische Hauptwasserscheide verläuft etwa 550 m südwestlich von Hifringen.

## Verkehrsanbindung
Hifringen ist hauptsächlich über die Kreisstraße K 8033 angebunden, Sie führt in südwestlicher Richtung nach Bad Waldsee und in nordöstlicher Richtung nach Mühlhausen an der B 465. Zusätzlich besteht ein Gemeindeverbindungsweg von Hifringen über Kohaus nach Mattenhaus an der Bundesstraße B 30.

### Radverkehr
Hifringen verfügt über keine Radwege und ist auch nicht direkt an das Radnetz Baden-Württemberg angeschlossen. Die nächsten Anbindungen an das Radnetz BW laut Radroutenplaner sind:
- Bei Steineberg an das Alltagsnetz (ca. 3,5 km entfernt)[6]
- Bei Osterhofen an das Freizeitnetz (ca. 3,9 km entfernt)[7]